# Вукич, Джим
Джеймс Р. «Джим» Ву́кич (англ. James R. «Jim» Vukich; 15 декабря 1945, Чизолм, Миннесота — 6 августа 2002) — американский кёрлингист.
В составе мужской сборной США участник двух чемпионатов мира (лучший результат — пятое место в 1987). Двукратный чемпион США среди мужчин.
Играл на позиции четвёртого, был скипом команды.

## Достижения
- Чемпионат США по кёрлингу среди мужчин: золото (1987, 1989).

## Команды
| Сезон   | Четвёртый  | Третий     | Второй           | Первый          | Запасной       | Турниры                         |
| ------- | ---------- | ---------- | ---------------- | --------------- | -------------- | ------------------------------- |
| 1986—87 | Джим Вукич | Рон Шарп   | Джордж Пепельняк | Гэри Джоренстед |                | ЧСШАМ 1987 · ЧМ 1987 (5 место)  |
| 1988—89 | Джим Вукич | Кёртис Фиш | Бард Нордлунд    | Джим Плезантс   | Джейсон Ларуэй | ЧСШАМ 1989 · ЧМ 1989 (10 место) |

(скипы выделены полужирным шрифтом)